# One Dark Night
One Dark Night (bra: Numa Noite Escura) é um filme estadunidense de 1983, do gênero terror, dirigido por Tom McLoughlin e estrelado por Meg Tilly e E.G. Daily. Um clube de colegiais que se autodenomina "As Irmãs", propõe uma penosa tarefa de iniciação a uma novata. Para ser admitida na irmandade, Julie, terá que passar a noite dentro de um mausoléu. 

## Sinopse
Grupo de colegiais autodenominado "As irmãs" impõe uma penosa missão a uma caloura que pretende ingressar no grupo: passar a noite num mausoléu.

## Elenco
- Meg Tilly como Julie Wells
- Melissa Newman como Olivia McKenna
- Robin Evans como Carol Mason
- Leslie Speights como Kitty
- Donald Hotton como Dockstader
- Elizabeth Daily como Leslie Winslow
- David Mason Daniels como Steve
- Adam West como Allan McKenna
- Rhio H. Blair como Coronel